# Galium sidamense
Galium sidamense är en måreväxtart som beskrevs av Emilio Chiovenda och Chiarugi. Galium sidamense ingår i släktet måror, och familjen måreväxter.
Artens utbredningsområde är Etiopien. Inga underarter finns listade i Catalogue of Life.